# Momodu Mutairu
Momodu Mutairu, nigerijski nogometaš, * 2. september 1975.
Za nigerijsko reprezentanco je odigral dve uradni tekmi.